# Landmachtmedaille
De Landmachtmedaille, in militair jargon ook "Bosrandmedaille" genoemd, werd in 2002 ingesteld om operationele (parate) dienst in binnen- en buitenland te belonen.
De medaille dankt haar bijnaam misschien aan het lint dat een brede groene streep draagt. Een andere verklaring is dat deze gekscherende benaming voor de Landmachtmedaille door brigadegeneraal H.Th. Komen, tot begin 2004 commandant van 43 Gemechaniseerde Brigade in Havelte, per ongeluk werd gebruikt tijdens het uitreiken van onderscheidingen.
Voormalig dienstplichtigen zijn uitgesloten van toekenning die pas na het vervullen van een aantal zeer strenge en precieze criteria kan geschieden. De Medaille kan alleen aan die militair in de zin van "militair in werkelijke dienst" waren worden uitgereikt. De medaille werd bij ministerieel besluit ingesteld en wordt door de minister van Defensie verleend. Het diploma wordt door een ambtenaar, de directeur personeel van de Koninklijke Landmacht, getekend. Het betreft dus geen koninklijke onderscheiding.
Het instellingsbesluit noemt:
1. ten minste 48 maanden, opgebouwd uit perioden van minimaal 30 aaneengesloten dagen, operationele (parate) dienst heeft verricht in het buitenland bij 1(GE/NL)Corps, bij 1e Divisie ‘7 December’ of bij het voormalig 1LK;
2. ten minste 36 maanden, opgebouwd uit perioden van minimaal 30 aaneengesloten dagen, operationele (parate) dienst heeft verricht bij 1(GE/NL)Corps, 1e Divisie ‘7 December’ of bij het voormalig 1LK, en bovendien

- ten minste 24 maanden, opgebouwd uit perioden van minimaal 30 aaneengesloten dagen, operationele (parate) dienst heeft verricht in het buitenland bij 1(GE/NL)Corps, 1e Divisie ‘7 December’, het voormalig 1LK, dan wel dienst heeft verricht bij NASAG, bij het voormalig CoNLtrS/H/L of bij een in het buitenland gestationeerde internationale operationele eenheid of staf, of

- ten minste 6 maanden, opgebouwd uit perioden van 30 aaneengesloten dagen, dienst heeft verricht in de Nederlandse Antillen, het voormalig Nederlands Nieuw-Guinea of het voormalig Koninkrijksdeel Suriname dan wel dienst heeft verricht bij een onderdeel van de Koninklijke Marine of van de Koninklijke Luchtmacht of van de Koninklijke Marechaussee dat in een van de hiervoor genoemde gebieden was ingezet;

- ten minste 84 maanden, opgebouwd uit perioden van minimaal 30 aaneengesloten dagen, operationele (parate) dienst heeft verricht bij 1(GE/NL)Corps, 1e Divisie ‘7 December’ of bij het voormalig 1LK.

Met dienst verricht bij 1(GE/NL)Corps, 1e Divisie ‘7 December’ of bij het voormalig 1LK wordt gelijkgesteld: operationele dienst die door een militair van de Koninklijke Landmacht is verricht bij een operationele eenheid van de Koninklijke Marine, de Koninklijke Luchtmacht of de Koninklijke Marechaussee, voor zover deze dienst naar het oordeel van de Bevelhebber der Landstrijdkrachten vergelijkbaar is.
De richtlijnen leiden tot problemen en onvrede wanneer een militair voor diverse krijgsmachtonderdelen heeft gewerkt. Men kan dan de perioden niet bij elkaar optellen en komt niet aan de strenge criteria van het Besluit. in de toelichting van de Minister van Defensie wordt hierover opgemerkt dat de Landmachtmedaille ook kan worden toegekend aan militairen van de Koninklijke Marine, van de Koninklijke Luchtmacht en van de Koninklijke Marechaussee die voldoen aan de voorwaarden, genoemd in artikel 3,
eerste lid. De Minister merkt daarbij op dat "dit in de praktijk slechts zelden zal voorkomen". Daarnaast is het, zo stelt de Minister van Defensie " mogelijk dat aan militairen van de Koninklijke Landmacht de Marinemedaille wordt toegekend. In verband hiermee is in artikel 4 onder a vastgelegd dat bij de berekening van de tijdsduur, nodig
voor het verkrijgen van de Landmachtmedaille, diensttijd op grond waarvan een met de Landmachtmedaille vergelijkbare onderscheiding is toegekend, buiten beschouwing wordt gelaten. Met deze bepaling wordt beoogt "dubbel decoreren" voor dezelfde operationele diensttijd tegen te gaan. De zinsnede "een met de Landmachtmedaille vergelijkbare onderscheiding" ziet in de eerste plaats op de Marinemedaille. Daarnaast is niet uit te sluiten dat in de toekomst ook ten aanzien van de Koninklijke Luchtmacht en ten aanzien van de Koninklijke Marechaussee met de Landmachtmedaille vergelijkbare operationele onderscheidingen worden ingesteld".

## De medaille
De ronde bronzen medaille heeft een diameter van 35 millimeter en wordt aan een lint op de linkerborst gedragen. De voorzijde van de medaille vertoont het Westelijk halfrond met in het midden het gekroonde embleem van de Koninklijke Landmacht oprijzend uit de Atlantische Oceaan. Op de keerzijde staat het Rijkswapen.
Het lint is 27 millimeter breed en heeft 5 banen in de kleuren Nassau's blauw, wit, groen, wit, en Nassau's blauw in breedtes van respectievelijk 4, 4, 11, 4 en 4 millimeter. De symboliek van de kleurenkeuze is dat blauw voor trouw, in dit geval aan de Koningin en het Huis Oranje-Nassau, wit voor vrede en groen voor hoop staat.
De Landmachtmedaille werd ingesteld omdat er al sinds 1985 een Marinemedaille bestond voor het marinepersoneel. In het verleden kregen militairen van de landmacht soms een marinemedaille, ook kan een matroos, wanneer deze een tijdlang onder commando van een landmachtofficier stond, de Landmachtmedaille verwerven.
De Minister van Defensie hoopt met de medaille de militairen die in het buitenland worden gestationeerd te motiveren. De afwezigheid van familie en andere offers worden bij vredesoperaties enigszins goedgemaakt door de daarbij behorende medailles maar voor wie in Seedorf of Suriname lange tijd onder commando van een landmachtofficier stond kreeg geen medaille waar dat bij diegenen die onder commando van een marineofficier stonden wel het geval was.
Ook voor de twee krijgsmachtdelen zonder een vergelijkbare onderscheiding, de Koninklijke Luchtmacht en de Koninklijke Marechaussee, werden met de Landmachtmedaille vergelijkbare operationele onderscheidingen ingesteld. Dat dergelijke instellingen niet "uit te sluiten zouden zijn" werd al opgemerkt in het Koninklijk Besluit.